# Mike Troy
Pour les articles homonymes, voir Troy (homonymie).
Michael Francis Troy, dit Mike Troy (né le 3 octobre 1940 à Indianapolis (Indiana) et mort le 3 août 2019 en Arizona), est un nageur américain.

## Carrière
Mike Troy est étudiant à l'université de l'Indiana, entraîné par James Counsilman.
Il est médaillé d'argent du 200 mètres papillon et médaillé d'or du relais 4 × 200 mètres nage libre aux Jeux panaméricains de 1959.
Aux Jeux olympiques d'été de 1960 à Rome il remporte deux médailles d'or, l'une sur 200 mètres papillon et l'autre en relais 4 × 200 mètres nage libre.